# 巴西镇
巴西镇，原为巴西乡，是中华人民共和国四川省阿坝藏族羌族自治州若尔盖县下辖的一个乡镇级行政单位。2019年12月，撤销巴西乡、班佑乡，设立巴西镇，以原巴西乡和原班佑乡所属行政区域为巴西镇的行政区域。

## 行政区划
巴西镇下辖以下地区：
下巴西村、阿俄村、上巴西村和羊俄村。